# Bosmoreau-les-Mines
Bosmoreau-les-Mines é uma comuna francesa na região administrativa da Nova Aquitânia, no departamento de Creuse. Estende-se por uma área de 9,01 km². Em 2010 a comuna tinha 247 habitantes (densidade: 27,4 hab./km²).